# Уростиль
Уростиль (з грец. ουρά, трансліт. urá — хвіст і stylos — паличка) — паличкоподібна кістка, утворена злиттям тіл всіх (безхвості земноводні) або тільки останніх (костисті риби) хвостових хребців. У костистих риб уростиль заломлений вгору і разом з гіпураліями утворює скелет хвостового плавця.